# Thurzó Sándor (zenetörténész)
Thurzó Sándor (Nagyvárad, 1920. március 17. – Nagyvárad, 2009. szeptember 6.) nagyváradi magyar zenetörténész.

## Életútja
Szülővárosában érettségizett 1956-ban. Zenei tanulmányait ugyanitt végezte magánúton, Weiss Sándor hegedűtanárnál. A Filharmónia zenekarában játszott 1936-tól, helyettes koncertmester nyugdíjazásáig (1973-ig), közben 1941–57 között koncertmestere a színház zenekari együttesének, 1956–59 között zenei vezetője a bábszínháznak, 1990 után a Varadinum vonósnégyes alapítója.
Zeneszervezői tevékenységének kimagasló eredményei a negyedszázada életképesnek bizonyult zeneszerzői estek. A Művelődési Ház kamaraegyüttesének közreműködésével mutatta be többek között Jodál Gábor, Csire József, Cornel Țăranu és Terényi Ede munkásságát.

## Munkássága
Első, Pergolesiről szóló írása 1956-ban jelent meg a bábopera (Az úrhatnám szolgáló) műsorfüzetében. Tanára irányította figyelmét szülővárosának zenei élete és múltja felé. Cikkei helyi lapokban (Fáklya, Crişana, Ţara Crişurilor, Bihari Napló és a Művelődésben) jelentek meg.

### Tanulmányai (válogatás)
- Vomácska József (Fáklya, 1969. április 26.);
- Michael Haydn és Karl Dittersdorf Nagyváradon (Művelődés, 1970/1);
- Bihari Sándor (Művelődés, 1970/9);
- Enescu és Nagyvárad (Fáklya, 1971. augusztus 19.);
- Déryné Nagyváradon (Művelődés, 1972/9);
- Bartók és nagyváradi zenetanára, Kersch Ferenc (Fáklya, 1981. március 22.);
- Beleznay Antal (Bihari Napló, 1990. június 14.);
- Wenceslav Pichl (Bihari Napló, 1990. december 8.).
- Activitatea lui Francisc Hubic, oglindită în presa de limba maghiară din Oradea (Nagyvárad, 1973);
- Nagyváradi éneklő kanonokok 1199–1557 (in: Zenetudományi írások 1983. Bukarest, 1983).

Kottagyűjteményében Michael Haydn, Wenzel Pichl, Karl Dittersdorf szimfóniáit őrzi.
Elkészítette a nagyváradi opera- és balettelőadások, hangversenyek jegyzékét 1760-tól napjainkig és a helyi lapokban 1862 óta megjelent zenei tárgyú írások lajstromát (kéziratban).

### Kötete
- Bartók Nagyváradon, a helyi sajtó tükrében (Nagyvárad, 2007).

## Díjak, elismerések
Nagyvárad zenei életében szerzett érdemeiért Pro Partium-díjjal és Bartók Béla Emlékdíjjal tüntették ki. Szülővárosában egy nemrég átadott, ipartelepi bekötőút viseli a nevét. 